# Les Saules (Québec)
Les Saules est une ancienne ville, puis ancien quartier de la ville de Québec, au Québec (Canada). D'abord constituée en municipalité de paroisse sous le nom de Sainte-Monique-des-Saules, son statut est changé en celui de ville en 1960.
Annexé à la ville de Québec en 1969, Les Saules conserve le statut de quartier jusqu'en 2002. Les Saules et Duberger sont alors regroupés afin de former le quartier Duberger–Les Saules.

## Histoire

### Municipalité de paroisse de Sainte-Monique-des-Saules
L'histoire municipale des Saules commence en 1953 par la création de la municipalité de paroisse de Sainte-Monique-des-Saules, détachée de la municipalité de paroisse de l'Ancienne-Lorette. La paroisse catholique du même nom avait été fondée en 1945. Jean-Baptiste Lafrance est maire de 1953 à 1959.

#### Hommages toponymiques
- Le parc J.-B.-Lafrance a été nommée en l'honneur du maire Lafrance en 1991.
- La rue Jean-Baptiste Lafrance a été nommée en l'honneur du maire Lafrance en 1960 dans la ville des Saules, maintenant présente dans la ville de Québec.

### Ville des Saules
Le 10 mars 1960, la municipalité change de statut et de toponyme en devenant ville sous le nom de « Ville Les Saules ». Le 15 mars 1969, une modification légère est apportée au toponyme où la ville est maintenant connue sous le nom de « Les Saules ». Armand Bois est maire de 1959 à 1963. Il est remplacé par Romain Langlois jusqu'à l'annexion par Québec.

#### Hommages toponymiques
- La bibliothèque Romain-Langlois a été nommée en l'honneur du maire Langlois.
- La rue des Saulois a été nommée, en 2018, dans la ville de Québec en hommage aux citoyens de cette ancienne ville.

### Quartier Les Saules
Un projet d'annexion à la ville de Québec est discuté dans les années 1960. Le projet se réalise en 1969 et la ville est annexée à la Ville de Québec le 1er janvier 1970. Le quartier Les Saules existe de 1970 à 2002. En 2002, avec le regroupement des municipalités, le quartier est agrandi pour y inclure l'ancienne ville de Duberger, créant le quartier de Duberger–Les Saules.